# KZ Lepoglava

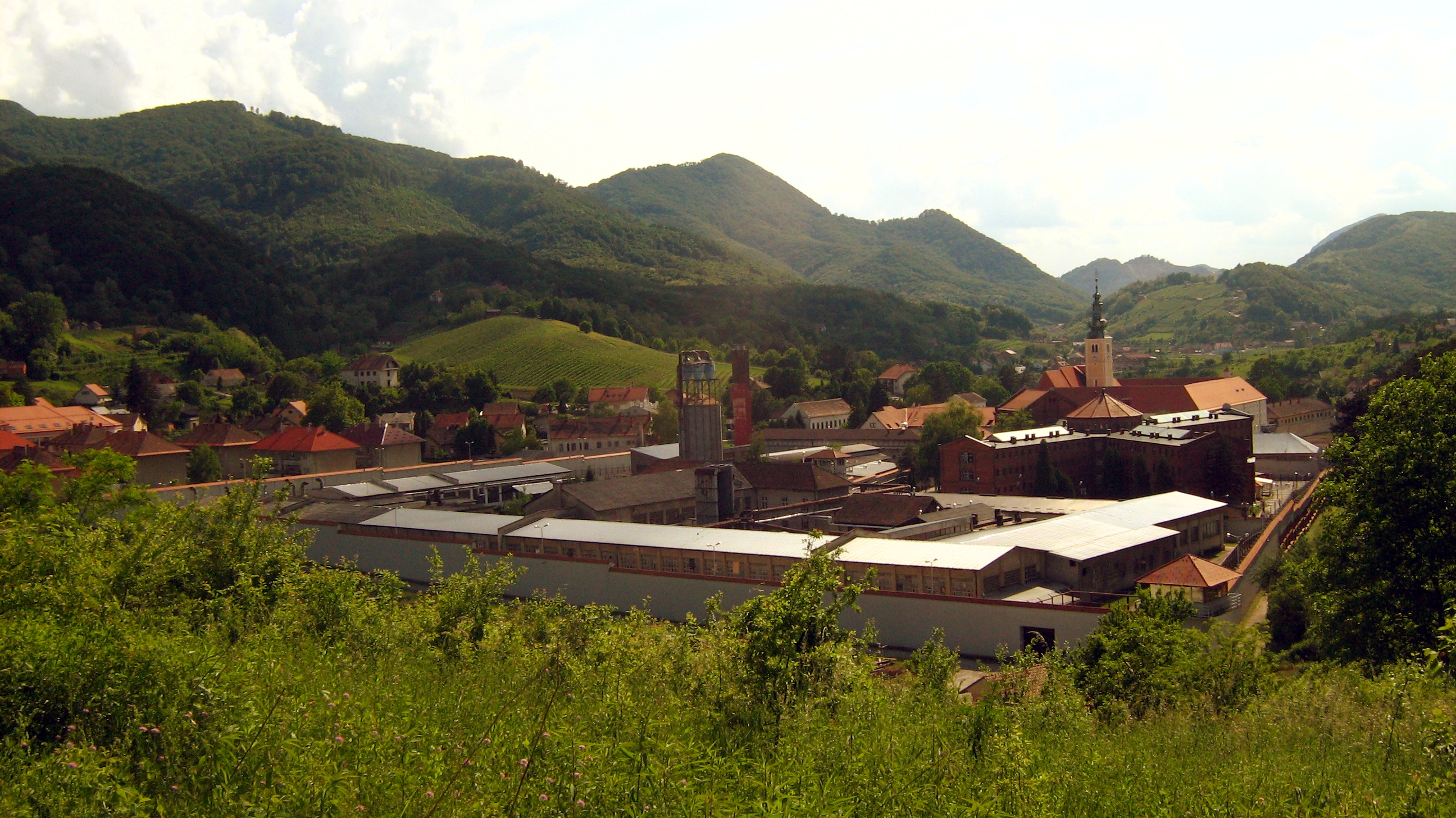
Das ehemalige KZ und heutige Lepoglava-Gefängnis (2010)

Das Konzentrationslager Lepoglava (serbokroatisch Koncentracioni logor Lepoglava / Концентрациони логор Лепоглава) war ein Konzentrationslager auf dem Gebiet des damaligen faschistischen Unabhängigen Staates Kroatien (NDH). Das von den rechtsextremen Ustascha betriebene Lager befand sich auf dem Gebiet einer Strafanstalt in Lepoglava. Die Internierten und Ermordeten waren hauptsächlich Serben, Juden und Roma.  